# Dual boot
Dual boot, или dual-boot (двойно стартиране), е когато могат да се зареждат 2 или повече операционни системи на един компютър и затова при включване на компютъра трябва да се избира коя да се стартира. Програмата, която прави избирането възможно се нарича boot loader или boot manager (буут мениджър). Известни boot manager-и са GNU GRUB, LILO (LInux LOader), NTLDR – boot manager-а на Windows NT.
Boot manager е системен софтуер, който се инсталира така, че да се стартира веднага след пускането на компютъра, разчита файловите системи, от там зарежда операционната система. Обикновено операционните системи се делят на ядро и обвивка. Boot manager-а зарежда ядрото, а то обвивката. Ядрото по принцип е в някакъв изпълним формат, задачата на boot loader-а е да го прочете, (може би) да го разархивира (обикновено се случва при Linux) и да го зареди в паметта, от където ядрото ще работи и ще зареди обвивката.